# Rockair
Rockair war eine für den Flugzeugstart ausgelegte Höhenforschungsrakete, die vom Office of Naval Research und der University of Maryland entwickelt wurde. Die Rakete wurde im Jahr 1955 erprobt. Sie hatte eine Gipfelhöhe von 50 km, einen Startschub von 3,00 kN, einen Durchmesser von 0,07 m und eine Länge von 1,20 m. Mit dem Raketentyp wurden im Jahr 1955 insgesamt fünf Startversuche von einem McDonnell F2H Banshee Flugzeug der Navy vor Wallops Island unternommen, nur einer davon war erfolgreich. Basis für die Tests war die Naval Aviation Ordnance Test Station (NAOTS) in Chincoteague, Virginia.